# ゼロカー

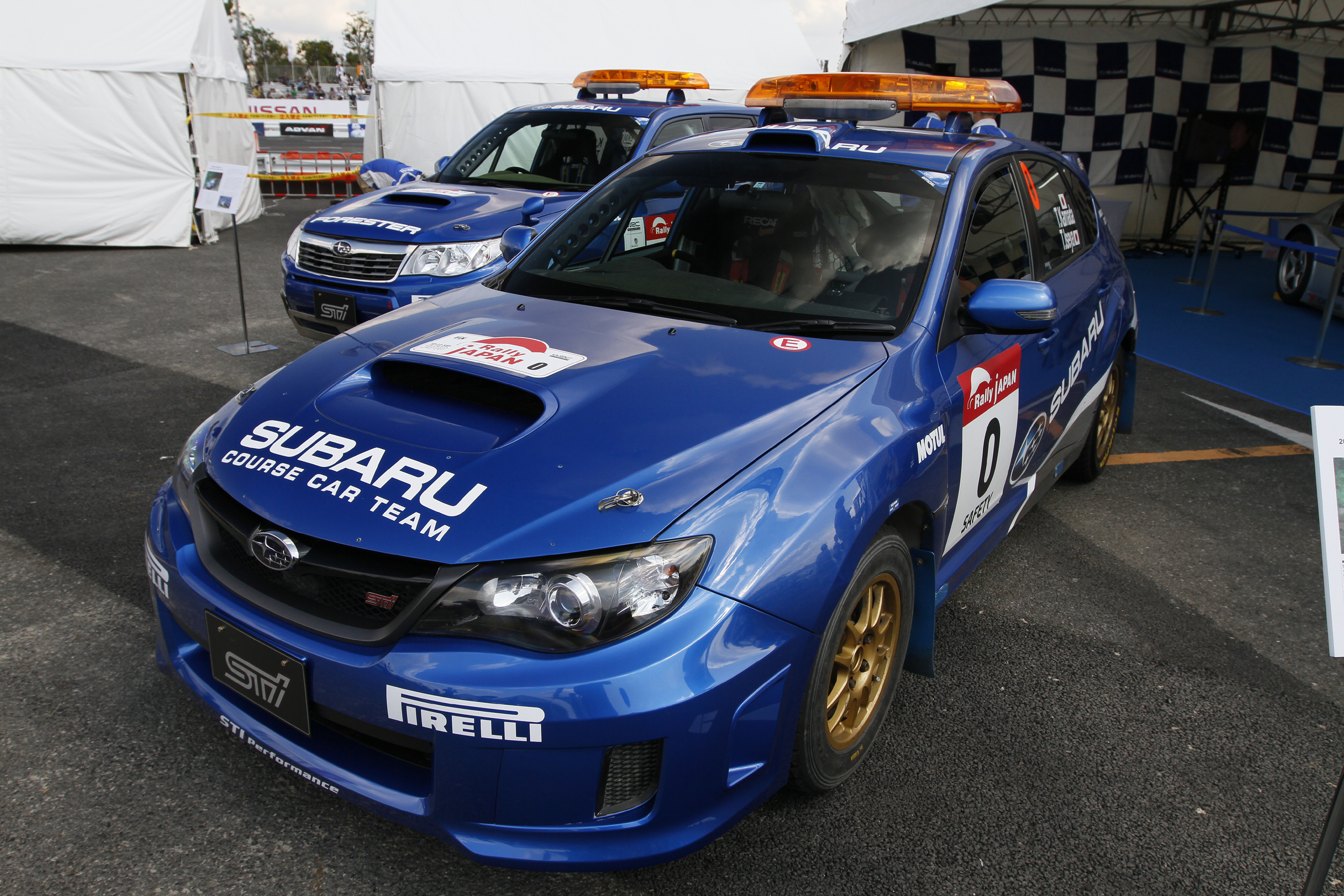
スバル・インプレッサWRX STI のゼロカー。後ろはインフォメーションカーのスバル・フォレスター。(2010年WRCラリージャパンにて。いずれもグループN仕様)。

ゼロカー(zero car)またはオープニングカー(opening car)とは、ラリーで競技開始前にコースの安全確認を行う車両のことである。

## 概要
ゼロカーの役割は、主に次の通りである。 
- コースの状態に異常がないかチェックする[1]

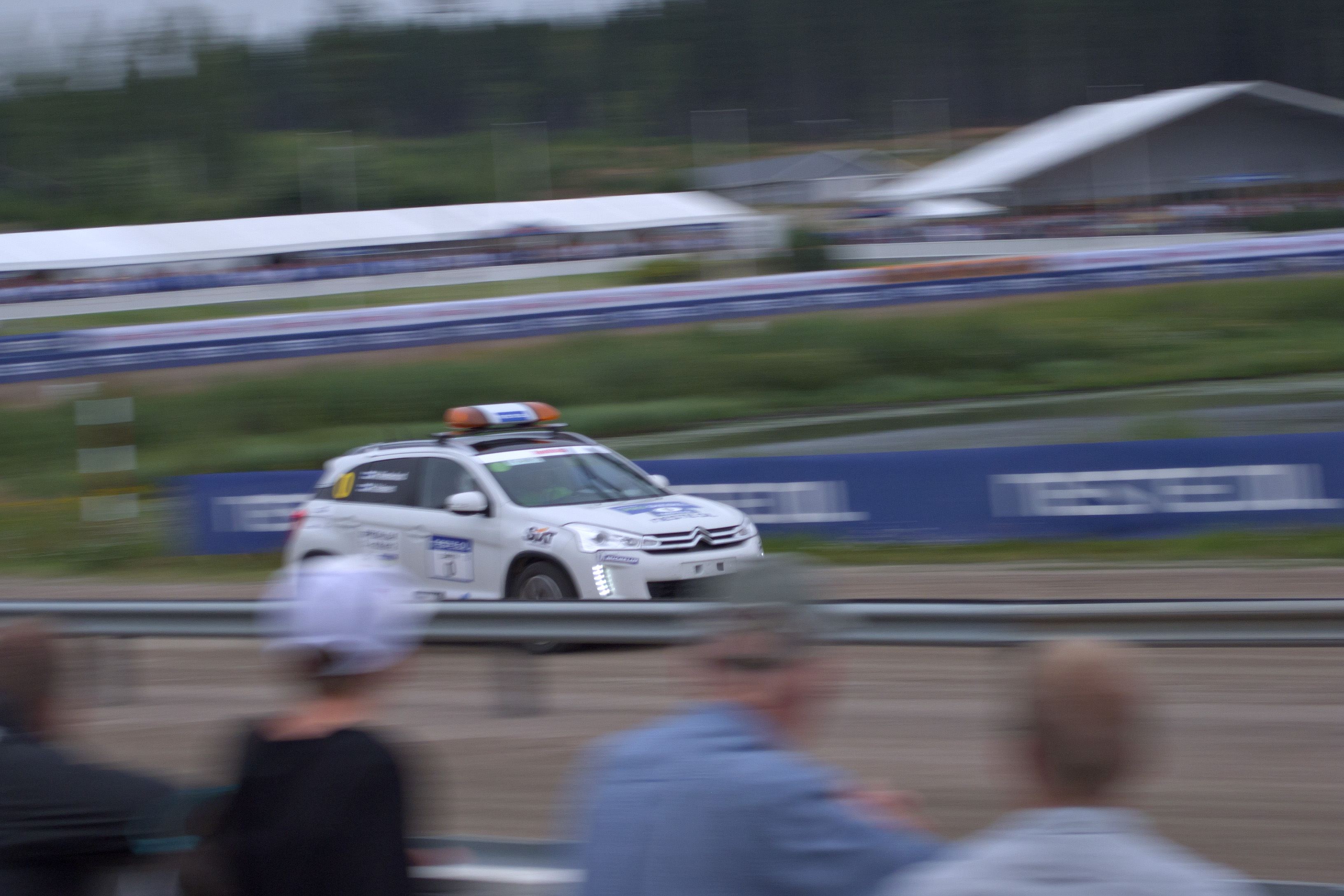
SSのコースを疾走するシトロエン・C4エアクロスのゼロカー（2012年WRCラリー・フィンランドにて）

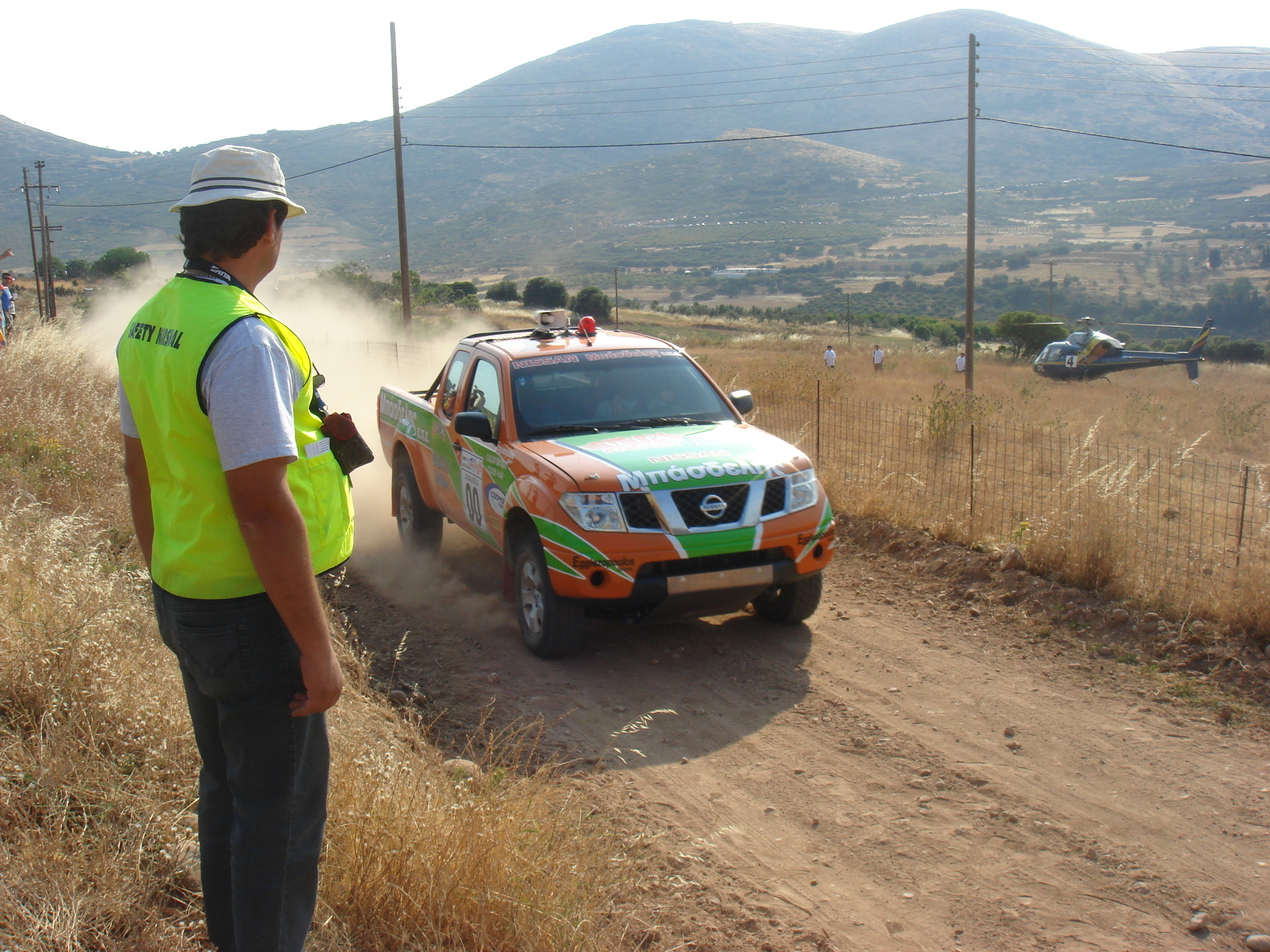
日産・ナバラのゼロゼロカー（2009年WRCアクロポリスラリーにて）

- 観客が最初に現れる競技車両に驚かないようにするために、競技の開始を観客に通知する
- 観客がコース内の危険な場所にいた時に移動を促す[2][3]
- 競技中に問題が発生した場合、ドライバーが主催者側などの組織に警告できるようにする

ゼロカーのルーフ（屋根）部分には回転灯が装着される。SSコースでの走行時には光と大きな音のサイレンを発し、コース沿いの観戦者たちに、間もなくタイムアタックが行われることを告げて安全を確保する。
当初は0番車（ゼロ号車）1両のみが使用されていたことが、呼び名の由来である。最近ではラリーに2台または3台のゼロ (000、00、0 の番号が付けられている) 車両が参加することは珍しいことではない。000 および 00 と付けられた車両はそれぞれインフォメーションカーとゼロゼロカー、あるいはまとめて単にセーフティカーと呼ばれることもある。車はスペシャルステージ区間が閉鎖された後、まずインフォメーションカーが走行し、開始30分前にゼロゼロカー、15分前にゼロカーが走行し、コースに異常がないかチェックする。インフォメーションカーが最も遅く、ゼロカーは実際のレースに近い速度で走行する。 ゼロカーは競技車両の前でステージを走行する最後の車両である。
基本的に、競技車両はスタート地点から離れたらステージ上で停止しない決まりになっている。もし停車して競技車両に接近された際にはゼロカーが赤旗を掲げ、競技を一時中断することもある。
ドライバーは通常、引退したラリードライバーである。車種は、通常の市販車（スポーツカーから乗用車、ピックアップトラックまで幅広く存在）、古いラリーカー（ホモロゲーションを失ったか、単に競争力がなくなったもの）、さらには新しいモデル (提供メーカーがホモロゲーション取得の前にテストしたい、またはプロモーションをしたいと考えているもの) まで様々である。ドライバーとコドライバーは通常の安全装備（ヘルメット、レーシングスーツなど）を着用する。ゼロカーは通常、ほぼラリーペースと同様に走行する。
同じく競技車両の前にスペシャルステージを通過する車両には、大会の主催者が全ての競技車両が通過した後に最後に走らせるスイーパーカーやFIA検査車があるが、これらはゼロカーよりもはるかに低速で走行する、別の種類の車両である。なお、スイーパーカーが通り過ぎるとコースの閉鎖が解除され、スペシャルステージ終了となる。